# Gangha-myeon
Gangha-myeon (koreanska: 강하면) är en socken i kommunen Yangpyeong-gun i provinsen Gyeonggi i den norra delen av  Sydkorea, 40 km öster om huvudstaden Seoul.